# Bungur Jaya
Bungur Jaya is een bestuurslaag in het regentschap Purwakarta van de provincie West-Java, Indonesië. Bungur Jaya telt 1684 inwoners (volkstelling 2010).